# Spintronica
Il neologismo spintronica deriva dalla contrazione dei termini anglosassoni "Spin Electronics", elettronica fondata sullo spin. Intesa come scienza, la spintronica studia le strutture elettroniche e gli spin dei più svariati materiali. Intesa come tecnologia di memorizzazione ed elaborazione dell'informazione, essa costituisce un connubio tra l'elettronica e il magnetismo proponendosi di affidare allo spin dei portatori la codifica binaria, anziché alla modulazione della carica elettrica. Lo spin dell'elettrone infatti, essendo quantizzato ed avendo due sole configurazioni possibili (diciamo "su" o "giu") si presta immediatamente all'implementazione del codice binario.

## Descrizione
Tutti i dispositivi elettronici sono basati sulla carica dell'elettrone (o lacune nel caso si tratti di semiconduttori). Un dispositivo elettronico tradizionale risente quindi del solo campo elettrico che viene applicato agli elettrodi.
I dispositivi spintronici, invece, sono progettati in modo che si produca un'interazione anche tra un campo magnetico esterno alla struttura ed i portatori che fluiscono al suo interno; questo avviene poiché allo spin è associato un momento magnetico il quale risentirà del campo magnetico esterno, rendendo possibile la modifica dello stato del dispositivo. Ovviamente essendo i portatori elettroni sia nei dispositivi tradizionali che in quelli spintronici, lo spin sarà presente in entrambi. La differenza è che mentre in un normale dispositivo elettronico il numero di portatori con spin "up" e "down" è uguale, in un dispositivo spintronico gli elettrodi sono ferromagnetici. In questo modo è possibile controllare lo stato dello spin dei portatori, facendo sì che la maggior parte di questi siano nel medesimo stato di spin.

## Esperimenti
Nel giugno 2013 un gruppo del NIST verifica l'effetto Hall quantistico di spin in un condensato di atomi di Rubidio, creando un prototipo di transistor spintronico.

### Prime applicazioni
Un esempio di dispositivo spintronico universalmente diffuso è costituito dalle testine di lettura degli hard disk più recenti, basate sull'effetto quantistico noto come magnetoresistenza gigante (GMR). In questo caso il campo magnetico modulante, o meglio il gradiente di campo magnetico, è fornito dai bit di dati registrati sulla superficie del disco in rotazione. La struttura della testina è ingegnerizzata in modo che le linee di flusso del campo magnetico si chiudano su un sensore che offre al passaggio di corrente elettrica una resistenza elettrica variabile a seconda che sia stato registrato un "1" logico oppure uno "0" logico. L'effetto quantistico cui si fa riferimento presenta forti evidenze a temperature criogeniche, prossime allo zero assoluto, ma poiché un hard-disk deve poter funzionare a temperatura ambiente è indispensabile ricorrere alla nanotecnologia. Un preciso controllo su una struttura di dimensioni nanometriche consente di amplificare l'effetto, renderlo fruibile e contenerne i costi di realizzazione.

### Obiettivi
Tra gli obiettivi più ambiziosi cui mira la spintronica vi è il controllo delle correnti spin-polarizzate, all'interno delle quali cioè tutti i portatori presentano medesimo spin, in modo che una nuova generazione di microprocessori si possa basare sul funzionamento di spin-transistor o spin-valve decisamente più veloci dei componenti attuali e con consumi energetici più contenuti. Presupposto alla realizzazione di questa nuova generazione di dispositivi è che due correnti di portatori, l'una avente spin 1/2 e l'altra spin -1/2, si possano considerare come non interagenti negli intervalli di tempo richiesti dall'elaborazione logica dell'informazione, in modo che ciò che si deve intendere come "1" logico non si tramuti casualmente in uno "0". Quest'ipotesi, detta di Mott, è stata ampiamente verificata: l'evento casuale che vede un portatore invertire il proprio spin, detto spin-flip scattering, è poco probabile rispetto ad un qualsiasi altro evento di interazione della particella, ad esempio con un'impurità, un difetto della struttura.
L'evoluzione della spintronica non può prescindere dalla ricerca su nuovi materiali, sui loro accostamenti e sulla loro ingegnerizzazione, all'interno del vasto campo delle nanotecnologie.
Tramite lo scattering di neutroni e il microscopio elettronico gli scienziati sono in grado di caratterizzare l'orientamento magnetico dei vari domini magnetici e di controllare il magnetismo ad un livello microscopico, premessa per la realizzazione di dispositivi elettronici basati sullo spin degli elettroni anziché sulla loro carica.